# Hobe (Adelsgeschlecht)

Wappen derer von Hobe

Hobe, auch von Hobe-Gelting, Baron von Hobe-Gelting oder Monforts von Hobe ist der Name eines alten vorpommersch-mecklenburgischen Adelsgeschlechts. Eine Linie trat im 18. Jahrhundert in dänische Dienste und wurde auf Gut Gelting in Angeln im Herzogtum Schleswig ansässig. Zweige der Familie bestehen bis heute.

## Geschichte

### Pommern und Mecklenburg
Die Forschung des 19. Jahrhunderts geht teilweise davon aus, dass die Hobe von Pommern nach Mecklenburg gelangt seien, vormals aber vom Niederrhein stammten. Dort trat 1272 ein Ritter Hermannus dictus Hůbe scabinus in Willich urkundlich in Erscheinung. Die Gegenposition, die Hobe hätten sich frühzeitig von Mecklenburg nach Pommern begeben, wurde ebenfalls vertreten.
Nach jüngerer Forschung erscheint das Geschlecht der Hobe mit Ritter Johannes Hobe am 20. Mai 1278 zuerst urkundlich. 1283 zeugte ein Ritter Hobe für das pommersche Kloster Kolbatz, 1284 ein Hobo für die Stadt Greifswald, Reimbertus Hobe trat 1287 als Urkundenzeuge für das pommersche Kloster Verchen auf und dessen mutmaßlicher Bruder Ritter Johannes Hobe zeugte 1292 für die vorpommersche Stadt Demmin. Des letztgenannten Sohn, Knappe Johannes Hobe, besaß 1324/25 im Fürstentum Rügen halb Cavelsdorf. Seine Nachkommen hatten seit dem 14. Jahrhundert und noch 1524 Beestland in der Vogtei Loitz zum Lehen, ferner ab 1560 das benachbarte Wolkow.

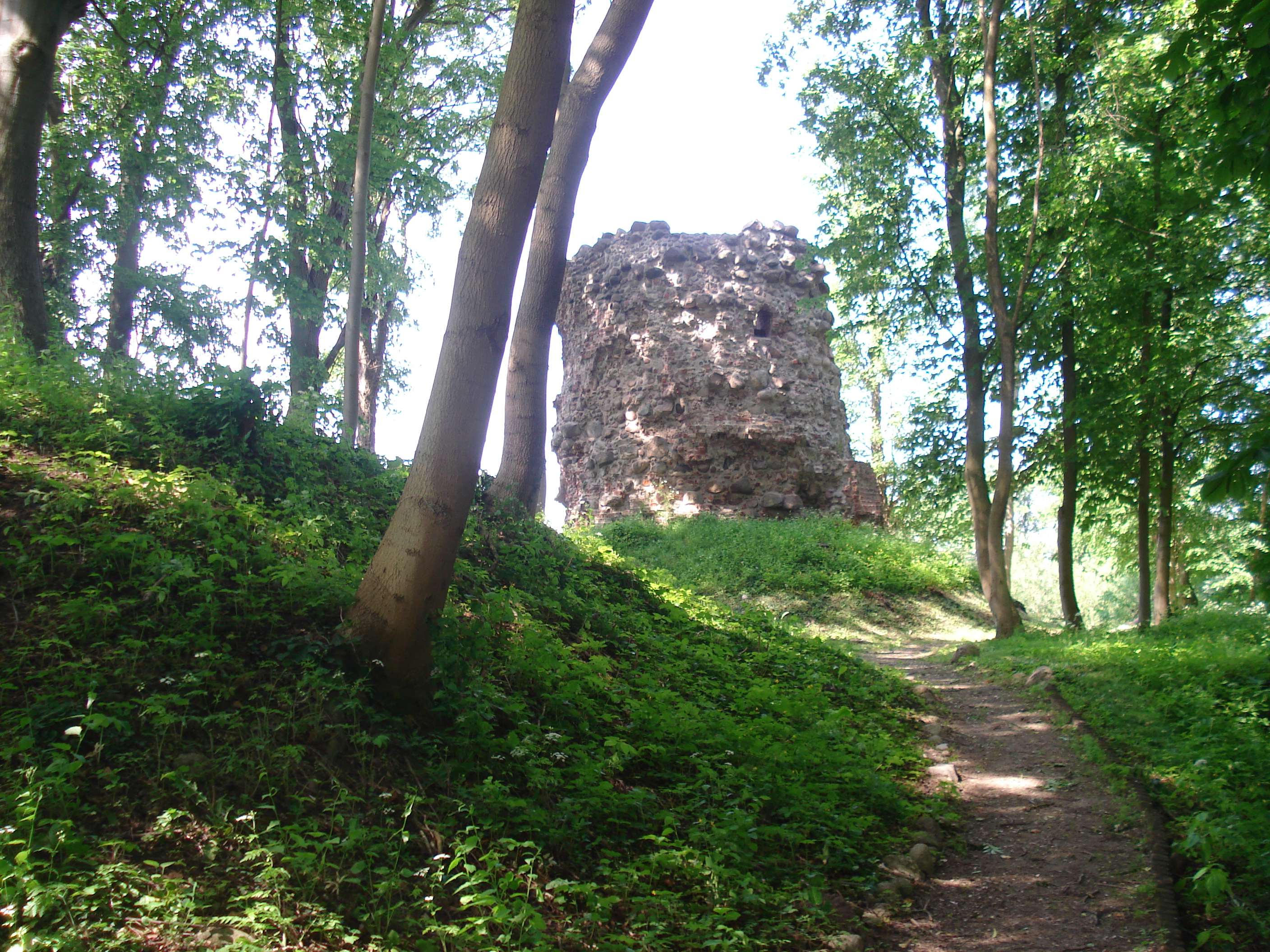
Burg Wasdow, Mecklenburg

1376 wurde der Knappe Henningk Hobe als Urkundenzeuge erwähnt. Mit Dietrich (Tiedeke) Hobe dem Schwarzen († 1379), Herr auf der mecklenburgischen Burg Wasdow, beginnt die gesicherte Stammreihe. Das Adelsgeschlecht von Hobe, das außer in Wasdow auch in den Nachbarorten Quitzenow, Groß Methling- und Klein Methling saß, blieb im Besitz dieser Güter bis zum Jahre 1779.
Barthold Hobe und Lütke Hoben haben 1523 für die Familie die Union der Landstände in Mecklenburg mitgezeichnet. Friedrich von Hobe war Geheimer Rat und Kammerpräsident von Herzog Gustav Adolf von Mecklenburg.
Im Einschreibebuch des Klosters Dobbertin befinden sich 18 Eintragungen von Töchtern der Familien von Hobe aus Behrenshagen, Methling, Warbelow (heute zu Gnoien), Gutendorff, Goldebee und Jürgenstorf von 1725 bis 1839 zur Aufnahme in das dortige adelige Damenstift.
Durch Militärdienst der Väter wurden einige mecklenburgische Töchter in Merseburg, Eisleben und Neustadt an der Aisch geboren. Ein Wappenschild mit Ordensstern und Allianzwappen befinden sich auf der Nonnenempore in der Klosterkirche des Klosters Dobberttin. Der Grabstein der Priorin Melanie von Hobe steht auf dem Klosterfriedhof Dobbertin.
Die Familie stellte auch zahlreiche Offiziere in der preußischen Armee. Dem Husaren-Regiment (Nr. 3) stand 1811/13 Karl von Hobe als Kommandeur vor. In den Befreiungskriegen konnte sich neben August Johann von Hobe (1813) ein weiterer Sohn der Familie auszeichnen (1814) und den Orden Pour le Mérite erhalten. Vier Söhne der Familie brachten es bis zum Generalleutnant.

### Hobe-Gelting (Schleswig)
Levin Ludwig von Hobe (1700–1781), Sohn des Carl Ludwig von Hobe aus Warbelow (bei Gnoien, Mecklenburg) und der Dorothea von Levetzow, kam früh nach Dänemark, wo er viele Verwandte mütterlicherseits hatte. Dort stieg er zum General der Infanterie auf und erhielt am 29. Februar 1776 die dänische Adelsnaturalisation.

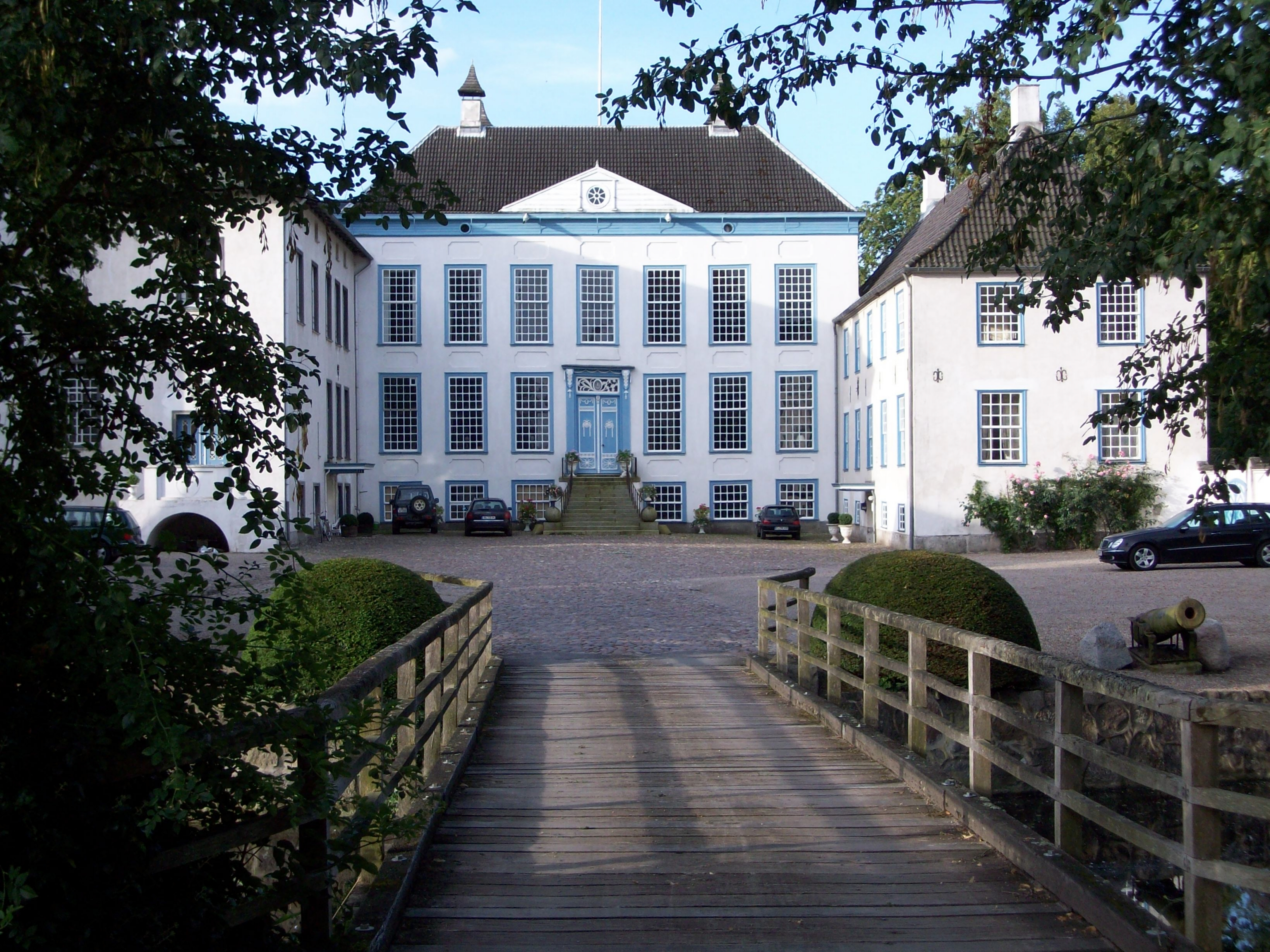
Gut Gelting in Angeln

Sein Enkel, der Rittmeister Levin Ludwig Christian Leopld von Hobe, Sohn des Amtmanns Andreas August von Hobe und der Adriana Sebranda von Geltingen, deren Vater, der geadelte Kaufmann Sönke Ingwersen, Baron von Geltingen (1715–1786), das Gut Gelting in Angeln 1758 erworben hatte, wurde von seinem kinderlosen Onkel Christian Friedrich Rudolph Baron von Gelting, adoptiert. Mit königlicher Resolution vom 19. Oktober 1821 und Diplom vom 14. Mai 1828, verknüpft mit dem Besitz der Baronie Gelting, wurde er unter dem Namen Hobe von Gelting zum dänischen Baron erhoben, einem Erstgeburtstitel. Im Jahre 1812 war er zum katholischen Glauben übergetreten. Der primogene Freiherrenstand wurde seinem Sohn Siegfried (1816–77) in Preußen durch Reskript des Heroldsamtes am 30. Oktober 1875 bestätigt. Die Hobe-Gelting bilden bis heute die I. Linie des Geschlechts.
Das Gut Gelting erbte der Sohn Bertram (1849–1911), Päpstlicher Geheim-Kämmerer und Magistral-Ritter des souveränen Malteser-Ritter-Ordens. Er erwarb noch zwei adlige Güter hinzu, Gut Düttebüll und Gut Ohrfeld in Niesgrau, beide nahe der Geltinger Bucht gelegen. Das Gut Gelting wird heute von Siegfried Baron von Hobe-Gelting (* 1944) bewirtschaftet, das Gut Düttebüll von Benedikt von Hobe (* 1960), das Gut Ohrfeld von Dietrich von Hobe (* 1963).
Durch die Heirat des Bertram von Hobe-Gelting (1911–1988) mit Marita Baronesse von Hoiningen-Huene (* 1923) kam das Erbe von deren Mutter Marie-Amélie de Musil, das Weingut Schloss Thorn nahe der luxemburgischen Grenze, in seinen Besitz und wird von ihrem Sohn bis heute bewirtschaftet, wodurch dieser Zweig Mitglied der Rheinischen Ritterschaft wurde.
Caspar von Hobe (1915–2001), führte als Adoptivsohn seines Onkels Joseph Monforts seit 1. Oktober 1941 den Namen Monforts von Hobe. Er bildete damit den zweiten Zweig der I. Linie, der auf Haus Niershof im niederrheinischen Grefrath ansässig ist. Caspar Monforts von Hobe erwarb 2006 das Gut Depenau in Holstein.

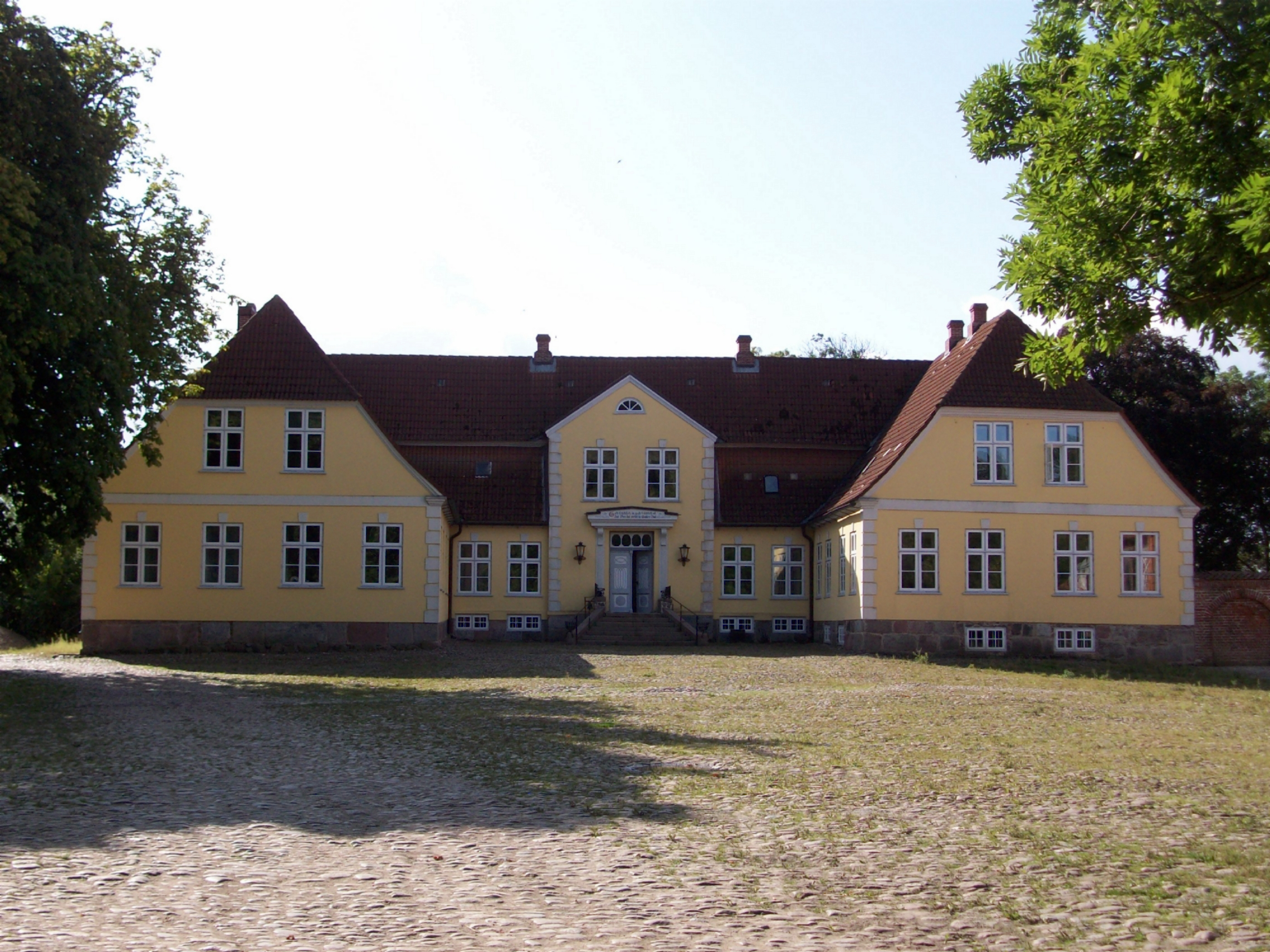
Gut Düttebüll, Schleswig
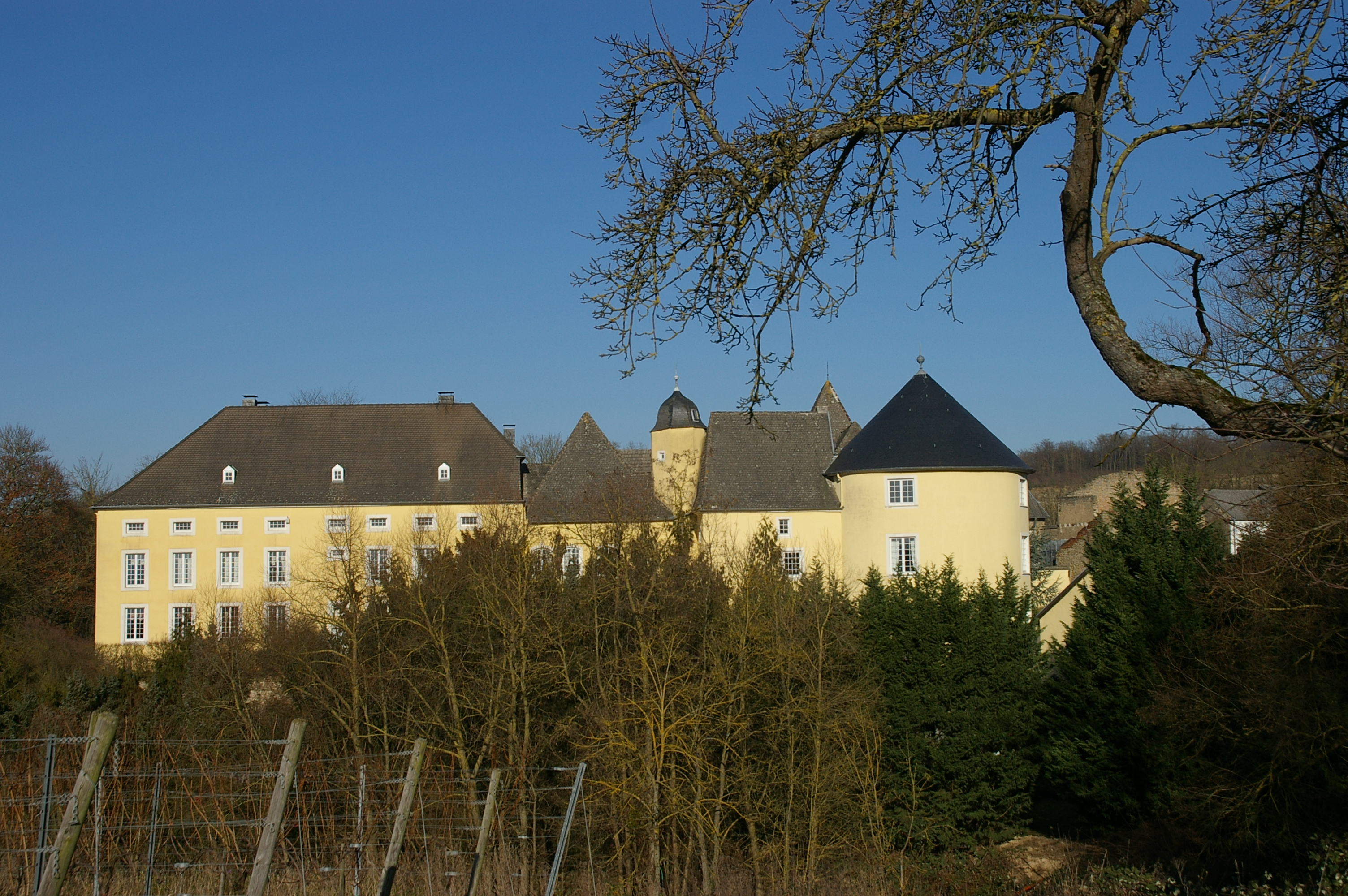
Schloss Thorn, Landkreis Trier-Saarburg
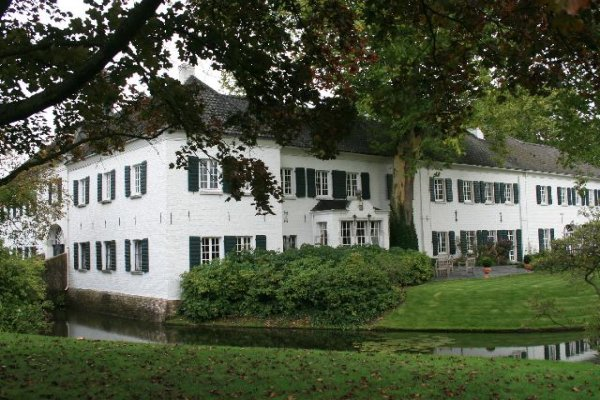
Haus Niershof, Grefrath

## Besitzungen
Zum historischen Güterbesitz des Geschlechts gibt u. a. Ledebur eine groben Überblick:
- In Brandenburg: Dyrotz (1817–1865)
- In Magdeburg: Tucheim
- In Mecklenburg: Berendshagen mit Pustohl, Bobbin, Carlowitz, Gardow, Klein Gischow, Glockow, Goldebee, Guthendorf, Jürgenstorf, Lockwisch, Groß Lunow, Klein Methling, Neuhof bei Güstrow, Nieköhr, Quitzenow, Klein Tessin, Warbelow, Wasdow, Wendisch Trechow[5] und Wolkow
- In Pommern: Beestland und Ventzewitz auf Rügen
- In Schleswig-Holstein: das adelige Fideikommissgut Gelting, Düttebüll sowie Ohrfeld

Im Schlossbezirk in Neustrelitz befindet sich gegenüber dem Landestheater das Weiße Herrenhaus, auch Hobe-Haus, benannt nach der Familie.
Gegenwärtig befinden sich Gut Gelting, Gut Düttebüll, Gut Ohrfeld und Gut Depenau in Schleswig-Holstein sowie Schloss Thorn – mit dem ältesten Schlossweingut an der Mosel – im Familienbesitz.

## Wappen
Das Stammwappen (1821) zeigt in einem von Silber und Rot gespaltenen Schild eine Rose in verwechselten Farben. Auf dem Helm mit rot-silbernen Decken eine von Silber und Rot gespaltene Rose zwischen zwei von Silber und Rot übereck-geteilten Büffelhörnern.

## Bekannte Familienmitglieder
- Elisabeth Hobe, 1557–1569 Priorin im Kloster Dobbertin
- Dietrich von Hobe (1629–nach 1661), Gutsbesitzer in Wasdow, Bobbin, (Alt-) Quitzenow, Regimentsquartiersmeister, auch in franz. u. schwed. Diensten[9]
- Otto Friedrich von Hobe (1674–1732), herzoglich mecklenburgischer Landrat, Erbherr auf Klein Tessin und Goldebee[10]
- E. J. von Hobe, 1778–1782 Provisor im Kloster Dobbertin
- Levin Ludwig von Hobe (1700–1781), königlich dänischer General der Infanterie
  - Andreas August von Hobe (1739–1802), dänischer Amtmann in Reinbek
    - Levin Ludwig Christian Leopold von Hobe (1783–1853), ab 1821 Freiherr von Hobe-Gelting, Fideikommissherr von Gut Gelting
- Friedrich Eugen von Hobe (1760–1808), Hofmarschall in Neustrelitz
  - August von Hobe (1791–1867), Rittmeister a. D., Träger des Pour le Mérite (1813), Landrat für den Landkreis Osthavelland
  - Charlotte von Hobe (1792–1852), Schriftstellerin und Stiftsdame
- Karl Friedrich Dietrich von Hobe († 1805), mecklenburgischer Generalmajor, Kommandeur des Grenadierregiments von Hobe
- Karl Friedrich Bernhard Helmuth von Hobe (1765–1822), preußischer Generalleutnant
- Hellmuth Friedrich von Hobe (1776–1843), als Constantist beim Vandalen-Kränzchen, ab 1818 Vizepräsident des Oberappellationsgerichts in Parchim
- Friedrich Wilhelm von Hobe (1792–1866), preußischer Generalleutnant
- Eduard von Hobe (1802–1874), preußischer Generalleutnant
- Siegfried Lambert Cord von Hobe, Freiherr von Gelting (1816–1877), Ständedeputierter d. größ. u. adeligen Güter i. d. schleswigschen Ständeversammlung
- Melanie von Hobe zu Merseburg (1839–1914), Priorin im Kloster Dobbertin
- Hans von Hobe (1843–1928), preußischer Generalleutnant, osmanischer Marschall und Generalinspekteur der Kavallerie
- Edgar von Hobe (1890–1973), 1924–1934 Landrat im Landkreis Bonn
- Cord von Hobe (1909–1991), Generalleutnant der Bundeswehr